# Anyphaenidae

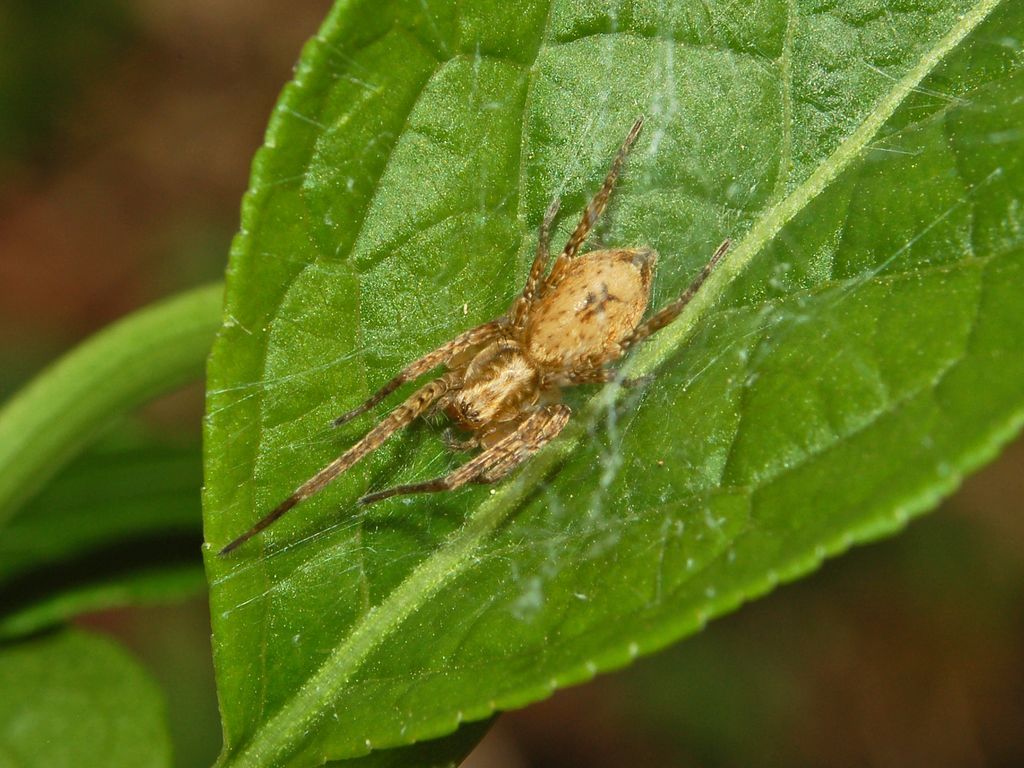
Anyphaena sp.

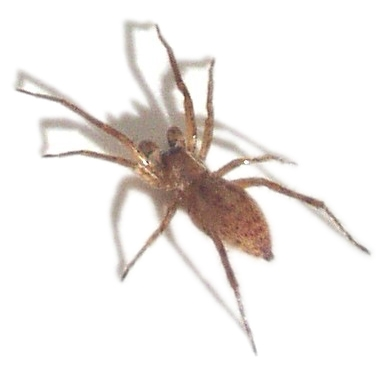
Aysha velox (macho).

Anyphaenidae é uma família de aranhas que inclui numerosos géneros e espécies com distribuição natural alargada a vastas áreas das regiões temperada, tropical e subtropical.

## Descrição
Os membros da família Anyphaenidae distinguem-se das outras aranhas por terem o espiráculo abdominal colocado na parte inferior do abdómen numa posição situada entre um terço e metade do da distância entre as fieiras e a parte anterior do sulco epigástrica. Na maioria das aranhas o espiráculo é apenas anterior às fiandeiras.
Como acontece com as aranhas da família Clubionidae, os membros da família Anyphaenidae têm oito olhos dispostos em duas fileiras e fieiras anteriores cónicas.
Constroem abrigos de seda, em forma de sacos, geralmente posicionados na porção terminal de plantas, entre as folhas, ou partes soltas da casca de árvores ou ssob rochas.
A família é extensa, com cerca de 500 espécies distribuídas por mais de 50 géneros. Inclui géneros comuns, como Anyphaena (apenas ausente da África tropical e da Ásia) e Hibana (presente nas Américas). Apenas uma espécie, Anyphaena accentuata, tem distribuição natural no noroeste da Europa.
Alguma espécies do género Hibana são predadores importantes em vários sistemas agrícolas, especialmente culturas arborícolas (pomares). As aranhas deste género são capazes de detectar e predar ovos de insectos, apesar da sua acentuada deficiência visual. Compartilham essa capacidade com algumas aranhas da família Miturgidae. A espécie Hibana velox é comum na América do Norte.

## Sistemática
A família Anyphaenidae inclui as seguintes subfamílias e géneros:
- Acanthoceto Mello-Leitão, 1944 — South America
- Aljassa Brescovit, 1997 — South America
- Amaurobioides O. Pickard-Cambridge, 1883 — Africa, Chile, Australia, New Zealand
- Anyphaena Sundevall, 1833 — Asia, Americas, Europe, Algeria
- Anyphaenoides Berland, 1913 — South America, Central America, Trinidad
- Arachosia O. Pickard-Cambridge, 1882 — South America, North America, Cuba, Panama
- Araiya Ramírez, 2003 — Chile, Argentina
- Australaena Berland, 1942 — French Polynesia
- Axyracrus Simon, 1884 — Chile, Argentina
- Aysenia Tullgren, 1902 — Chile, Argentina
- Aysenoides Ramírez, 2003 — Chile, Argentina
- Aysha Keyserling, 1891 — South America, Panama
- Bromelina Brescovit, 1993 — Colombia, Brazil, Venezuela
- Buckupiella Brescovit, 1997 — Brazil, Argentina
- Coptoprepes Simon, 1884 — Chile, Argentina
- Ferrieria Tullgren, 1901 — Chile, Argentina
- Gamakia Ramírez, 2003 — Chile
- Gayenna Nicolet, 1849 — South America, Mexico
- Gayennoides Ramírez, 2003 — Chile
- Hatitia Brescovit, 1997 — Ecuador, Peru, Colombia
- Hibana Brescovit, 1991 — North and South America, Caribbean
- Iguarima Brescovit, 1997 — Brazil, Ecuador
- Ilocomba Brescovit, 1997 — Colombia
- Isigonia Simon, 1897 — South America, Panama
- Italaman Brescovit, 1997 — Colombia, Brazil, Argentina
- Jessica Brescovit, 1997 — South America
- Josa Keyserling, 1891 — South America, Costa Rica, Mexico
- Katissa Brescovit, 1997 — Central America, South America
- Lepajan Brescovit, 1993 — Ecuador, Panama
- Lupettiana Brescovit, 1997 — Costa Rica, Caribbean, South America, United States
- Macrophyes O. Pickard-Cambridge, 1893 — Mexico, Central America, South America
- Mesilla Simon, 1903 — Colombia, Ecuador
- Monapia Simon, 1897 — Chile, Uruguay, Argentina
- Negayan Ramírez, 2003 — Chile, Argentina, Peru
- Osoriella Mello-Leitão, 1922 — South America
- Otoniela Brescovit, 1997 — South America
- Oxysoma Nicolet, 1849 — Chile, Argentina, Brazil
- Patrera Simon, 1903 — South America, Central America
- Phidyle Simon, 1880 — Chile
- Philisca Simon, 1884 — Chile, Argentina
- Pippuhana Brescovit, 1997 — United States, Panama, Brazil
- Rathalos Lin & Li, 2022 — China
- Sanogasta Mello-Leitão, 1941 — South America
- Selknamia Ramírez, 2003 — Chile, Argentina
- Shuyushka Dupérré & Tapia, 2016 — Ecuador
- Sillus F. O. Pickard-Cambridge, 1900 — Mexico, Central America, Brazil
- Sinophaena Lin & Li, 2021 — China
- Tafana Simon, 1903 — Venezuela, Ecuador, Colombia
- Tasata Simon, 1903 — South America
- Temnida Simon, 1896 — South America
- Teudis O. Pickard-Cambridge, 1896 — South America, Central America
- Thaloe Brescovit, 1993 — Cuba
- Timbuka Brescovit, 1997 — South America, Central America, Mexico
- Tomopisthes Simon, 1884 — Chile, Argentina
- Umuara Brescovit, 1997 — Venezuela, Brazil, Peru
- Wulfila O. Pickard-Cambridge, 1895 — North America, South America, Central America, Caribbean
- Wulfilopsis Soares & Camargo, 1955 — Brazil
- Xiruana Brescovit, 1997 — South America